# تپه حلی کبرک
تپه حلی کبرک مربوط به هزاره اول قبل از میلاد است و در شهرستان سمنان، بخش مهدیشهر، روستای فولاد محله واقع شده و این اثر در تاریخ ۱۱ دی ۱۳۸۰ با شمارهٔ ثبت ۴۶۴۱ به‌عنوان یکی از آثار ملی ایران به ثبت رسیده است.